# Avivoor

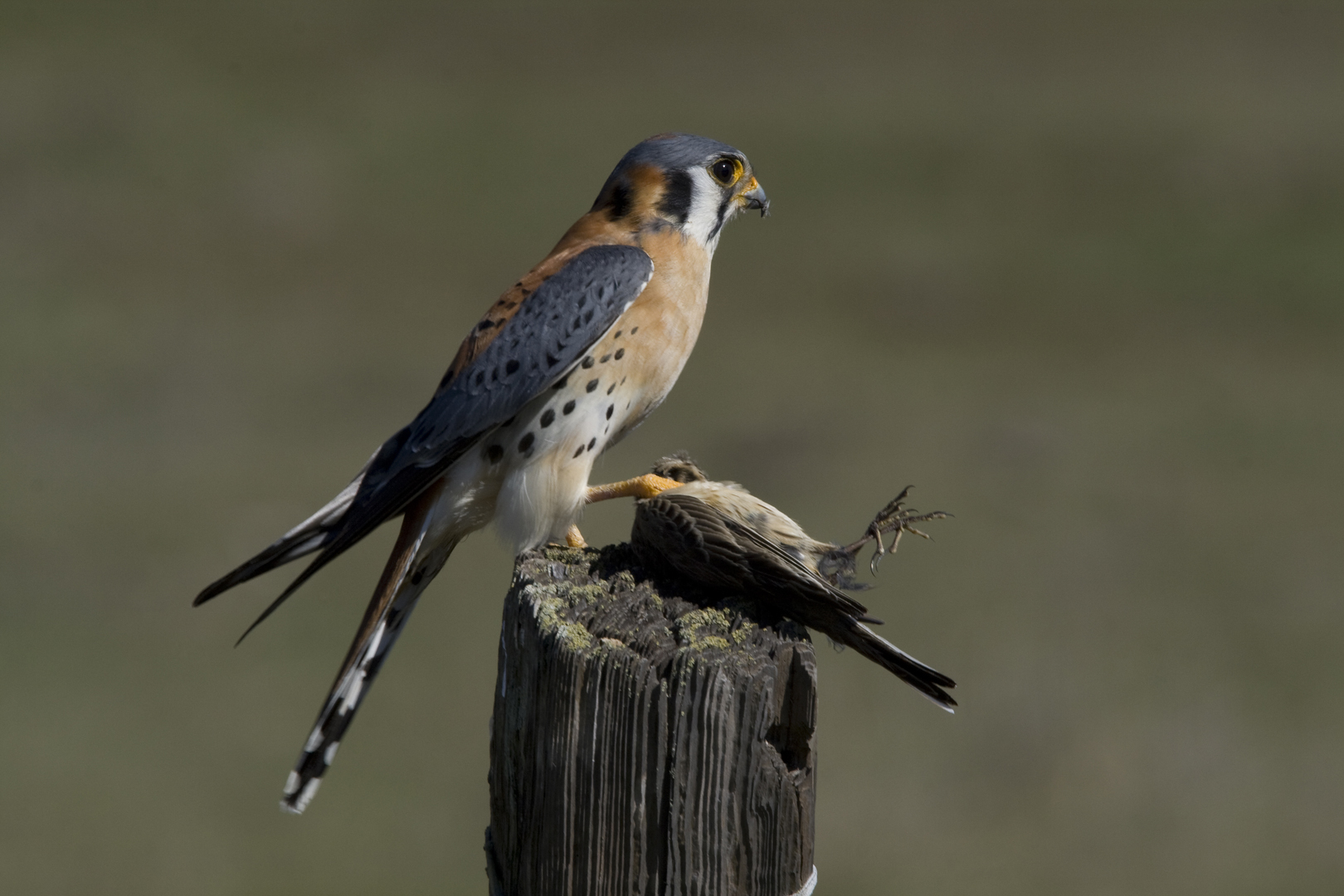
Een Amerikaanse torenvalk die een vogel aan het eten is.

Een avivoor is een roofdier dat gespecialiseerd is op de jacht van vogels, en waarvan vogels vaak ook een groot deel van zijn voedingspatroon uitmaken. Deze vogeletende dieren komen uit verschillende groepen. 

## Vogels
Algemene kenmerken van vogel-etende roofvogels zijn onder meer een schedelvorm die goed is aangepast voor het vastpakken en verpletteren met de snavel, die minder goed gestructureerd is voor nekdraaiende bewegingen. Avivore roofvogels vertonen ook de neiging om meer seksueel dimorfisme te vertonen dan andere roofvogels, waarbij de vrouwtjes groter zijn dan de mannetjes.  
Sommige vogel-avivoren zoals de shikra, besra, Euraziatische sperwer en de Amerikaanse sperwer vangen hun prooi door vanuit dekking in een boom of struik te vliegen en hun prooi onverwachts te pakken. De lannervalk jaagt daarentegen in de open lucht en jaagt op vogels door horizontale achtervolging. De aplomadovalk gebruikt zowel hinderlagen als langere vluchten in de jacht. De slechtvalk duikt op vliegende vogels vanaf grote hoogte met snelheden die soms hoger zijn dan 300 km/u. 
De uitgestorven Haasts arend van Nieuw-Zeeland jaagde op de grote niet-vliegende vogelsoorten van de regio, zoals de moa. 

## Zoogdieren
In bepaalde biotopen vormen vogels het grootste deel van het voedingspatroon van verschillende vleeseters, bijvoorbeeld van volwassen zeeluipaarden die voornamelijk op pinguïns jagen, de poolvos die in kustgebieden leeft waar kolonies zeekoeten, alken, meeuwen en andere zeevogels in overvloed aanwezig zijn en hermelijnen in Nieuw-Zeeland waartegen loopvogels zoals de takahe en de kiwi weerloos zijn.  
Een aantal zoogdiersoorten zijn gespecialiseerde roofdieren van vogels. De caracal en de serval, beide middelgrote katten, staan bekend om hun springvermogen waarmee ze vogels in vlucht kunnen vangen. Huiskatten kunnen soms specialist worden als vogelmoordenaar als er geen andere prooi beschikbaar is. Sommige roofdieren, waaronder de rode vos en marters staan erom bekend dat ze zich bezighouden met het overtollig doden van vogels. Kruuk (1972) constateerde dat vier rode vossen in één nacht 230 kokmeeuwen in één kolonie aan de kust van Cumberland hebben gedood, terwijl minder dan 3% van de meeuwen enig teken van opeten vertoonden. Aangenomen wordt dat de grotere rosse vleermuis op kleine trekvogels van Zuid-Europa jaagt. 
Veel zoogdieren, zoals eekhoorns, apen en boommarters, voeden zich ook met vogeleieren en jongen als ze de kans krijgen.

## Reptielen
De eieretende slang is gespecialiseerd in het eten van vogeleieren, waarbij ze in hun geheel worden doorgeslikt en vervolgens worden gebroken met een uitsteeksel uit de ruggengraat. 

## Amfibieën
De Limnonectes megastomias jaagt op vogels en insecten.

## Spinachtigen
De Goliathvogelspin (Theraphosa blondi) werd genoemd door ontdekkingsreizigers die hem een kolibrie zagen eten.